# Енрік Казановас
Енрік Казановас-і-Рой (кат. Enric Casanovas i Roy; 12 серпня 1882, Барселона — 2 січня 1948, там само) — іспанський (каталонський) скульптор.

## Біографія

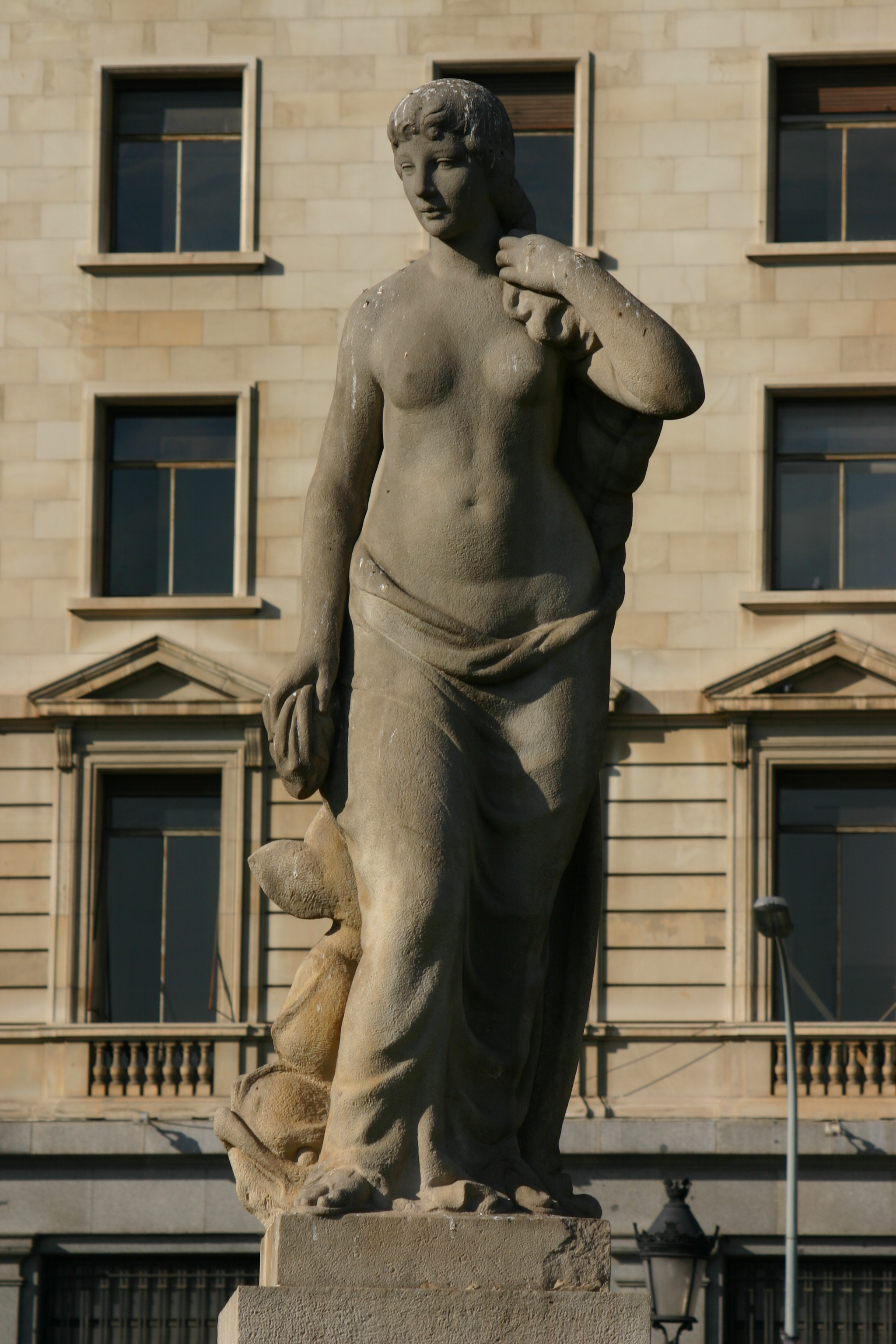
«Жіноча фігура» (1928), площа Каталонії, Барселона

Навчався у студії Жузепа Льїмони (1864—1934) в Ексола-де-Льоджа. Часто їздив до Парижа, подорожував в Англії, Нідерландах, Італії і Бельгії, а також відвідав багато каталонських міст і містечок, де нині розташовані більшість його робіт, наприклад, пам'ятник Монтуріолю у Фігерасі. У 1910 році взяв участь у першій виставці художнього товариства «Мистецтво та митці» (Les Arts i els Artistes), а пізніше приєднався до художньої групи Жуакіма Торрес-Гарсії.
Був членом Королівської академії витончених мистецтв Сант-Жорді (з 1932 року), президентом товариства «Мистецтво та митці» і директором музею у Тосса-де-Мар. У 1939 році був засланий до Франції. У 1942 році повернувся в Каталонію, де пройшло декілька виставок його робіт.
Один із найбільших представників культурного руху новесентизм. Його роботи зберігаються у Національному музеї мистецтва Каталонії (MNAC).